# Безрук Віктор Олексійович
Ві́ктор Олексі́йович Бе́зрук (* 12 квітня 1950, Зоринськ, Луганська область) — український футбольний функціонер. Голова Луганської обласної федерації футболу, член Президії Федерації футболу України.

## Біографія
Народився 12 квітня 1950 року в місті Зоринськ Луганської області.
У 1982 році закінчив Луганський педагогічний інститут ім. Т. Г. Шевченка за фахом «викладач фізичного виховання».
З 1966 по 1982 рік грав у футбольних командах КФК на першість УРСР.
З 1982 по 1990 рік обіймав посаду головного фахівця облспортуправління.
У 1990 році став заступником голови Луганської обласної федерації футболу, а з грудня 2006 року − головою Луганської обласної федерації футболу.
У грудні 2011 року присвоєно звання «Заслужений працівник фізичної культури і спорту України».

## Скандал
Брав участь в установчих зборах так званого «Футбольний союз лнр».